# Herning
Herning anhörenⓘ [ˈhɛʀneŋ] ist eine Stadt im mittleren Jütland, Dänemark. Sie ist Verwaltungssitz der Kommune Herning in der Region Midtjylland und ein Messezentrum mit landesweiter Bedeutung.

## Geschichte
Der erste dokumentierte Ortsname Hørningh leitet sich von hørn (vorspringender Hügel) ab. Das Suffix -ing deutet auf die Eisenzeit (500 v. bis 850 n. Chr.).
Der Gutshof Herningsholm entstand 1579 am Ochsenweg zwischen Jelling und Holstebro. Um 1840 zählte Herning nur rund 200 Einwohner, entwickelte sich jedoch zu einem Handelszentrum für das Umland, als dessen ausgedehnte Heideflächen im 19. Jahrhundert urbar gemacht wurden. Ausgangspunkt für die Bebauung waren untypischerweise das Gericht und eine Apotheke. Die Heide bot die Grundlage für Schafhaltung, woraus sich eine Wollproduktion entwickelte. Aus Heimarbeit entwickelte sich ein ganzer Industriezweig mit Schwerpunkten in Herning, Ikast und Brande. 1876 eröffnete eine dampfbetriebene Wollspinnerei, die 1896 zu einer Kleiderfabrik erweitert wurde. 1877 erhielt Herning einen Anschluss an das Eisenbahnnetz. 1901 war die Einwohnerzahl auf 3.700 gestiegen. In dieser Gründerzeit entstand 1872 auch die Hede- og Diskontobank, deren Bankhaus 1912 am Marktplatz gebaut wurde und heute zu den schönsten Gebäuden der Stadt zählt.
1913 erhielt Herning das Stadtrecht. Im 20. Jahrhundert entwickelten sich zusätzlich Metall- und Möbelindustrie. Herning erhielt ein Gymnasium, ein Zentralkrankenhaus, ein Lehrerseminar und ein Theater. Von 1961 bis 2007 existierte die Herning Højskole, deren markantes 16-Etagen-Hochhaus, entworfen von den Architekten Møller-Jensen und Arnfred, im Osten der Stadt zu sehen ist.
1995 wurde eine Handels- und Ingenieurhochschule gegründet, die heute als Institut for Forretningsudvikling og Teknologi der Universität Aarhus angeschlossen ist.
Von 1970 bis 2006 gehörte Herning zur kleineren Herning Kommune (1970–2006) mit 541,6 km². Mit der Kommunalgebietsreform zum 1. Januar 2007 wuchs das Gemeindegebiet, zu dem die Stadt gehört, auf 1321,1 km².

## Kunst

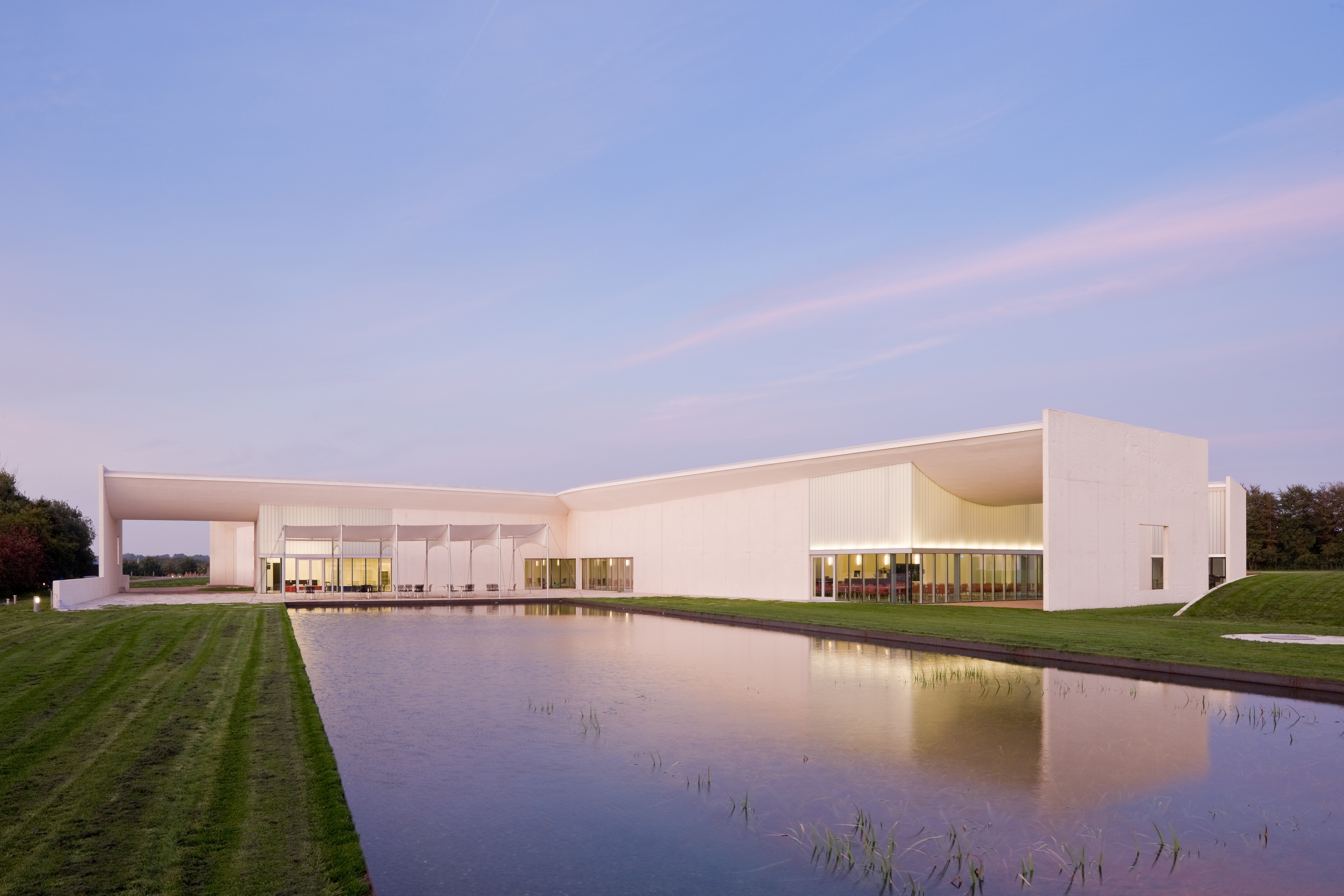
Herning Museum of Contemporary Art, Entwurf Steven Holl, 2005

1976 gründete die Stadt das Carl-Henning Pedersen & Else Alfelts Museum, um die umfangreiche Schenkung des Künstlerpaares Else Alfelt und Carl-Henning Pedersen der Öffentlichkeit zugänglich zu machen. In Sonderausstellungen werden vorzugsweise Bilder der CoBrA-Gruppe gezeigt, zu der das Ehepaar gehörte.
Direkt benachbart residiert das Herning Museum of Contemporary Art – HEART. Das grandiose Ausstellungsgebäude, an die Form ausgebreiteter Hemdsärmel angelehnt, wurde zwischen 2005 und 2009 nach Entwürfen des US-amerikanischen Architekten Steven Holl errichtet. Denn seine Anfänge hatte das Museum 1977 in der Angligaard-Hemdenfabrik des Unternehmers und Kunstmäzens Aage Damgaard (1917–1991) genommen.
Neben dem Kunstmuseum erhebt sich Ingvar Cronhammars Skulptur „Elia“ (2001), eine 11 m hohe Stahlkuppel, deren Kleinkreis 60 m im Durchmesser beträgt. Ein Gasbrenner flammt in unregelmäßigen Abständen für 25 Sekunden eine 1 m breite Feuersäule über 8 m in den Himmel; der Entladungszeitpunkt wird von einem Computer zufällig bestimmt.
Das Dänische Fotomuseum zeigt die technische und künstlerische Entwicklung der Fotografie seit 1839.

## Verkehr
Herning besitzt einen Bahnhof an der Bahnstrecke Vejle–Holstebro.

## Sport

### Vereine
- Herning Blue Fox – 1947 gegründeter Eishockeyclub, der aktuell dänischer Rekordmeister ist. Heimstadion ist die KVIK Hockey Arena.
- FC Midtjylland – Fußballclub, spielt in der Superliga. Heimstadion ist die MCH-Arena.

### Sportveranstaltungen
1987 wurde die Gymnaestrada in Herning ausgetragen. Vom 6. bis zum 12. Juli 1997 wurden in Herning die XI. Internationalen Feuerwehrwettkämpfe des CTIF (Feuerwehrolympiade) durchgeführt. Im Programm waren traditionelle internationale Feuerwehrwettbewerbe, internationale Feuerwehrsportwettkämpfe und internationale Jugendfeuerwehrwettbewerbe.
Nach 1996 fand auch 2008 die Badminton-Europameisterschaft hier statt. Vom 21. bis zum 27. September 2009 wurden im Messecenter die Ringer-Weltmeisterschaften ausgetragen. Bei der Handball-Europameisterschaft der Frauen 2010 war die größte dänische Hallenarena Jyske Bank Boxen in Herning Spielort der ersten Hauptrundengruppe sowie aller Finalspiele. Der Giro d’Italia 2012 startete am 5. Mai mit einem Einzelzeitfahren in Herning, am darauffolgenden Tag fand eine Flachetappe mit Start- und Zielpunkt in Herning statt. 2013 wurden in Herning außerdem die Europameisterschaften im Dressur- und Springreiten austragen. 2003 und 2015 war der Ort Austragungsort der Islandpferde Weltmeisterschaft.
Am letzten Wochenende im Juli findet in Herning jährlich ein Euro-Cup Lauf im Tractor Pulling statt. Zudem wurde in den Jahren 1993, 2000 und 2007 in Herning die Europameisterschaft im Tractor Pulling ausgerichtet.
Im Januar 2014 war die Jyske Bank Boxen einer von vier Austragungsorten der Handball-Europameisterschaft 2014 der Männer. Dort fanden unter anderem die Vorrundenspiele der dänischen Mannschaft sowie die Halbfinals und die Finalspiele statt. Im Januar 2019 war die Halle Spielort der Handball-Weltmeisterschaft der Männer. Neben den Vorrundenspielen der Gruppe C und denen der Hauptgruppe II, jeweils mit der dänischen Mannschaft, wurde in der Jyske Bank Boxen auch das Spiel um Platz drei sowie das Finale ausgetragen.
Bei der Eishockey-Weltmeisterschaft der Herren 2018 war Herning neben Kopenhagen einer der beiden Austragungsorte.

## Klima

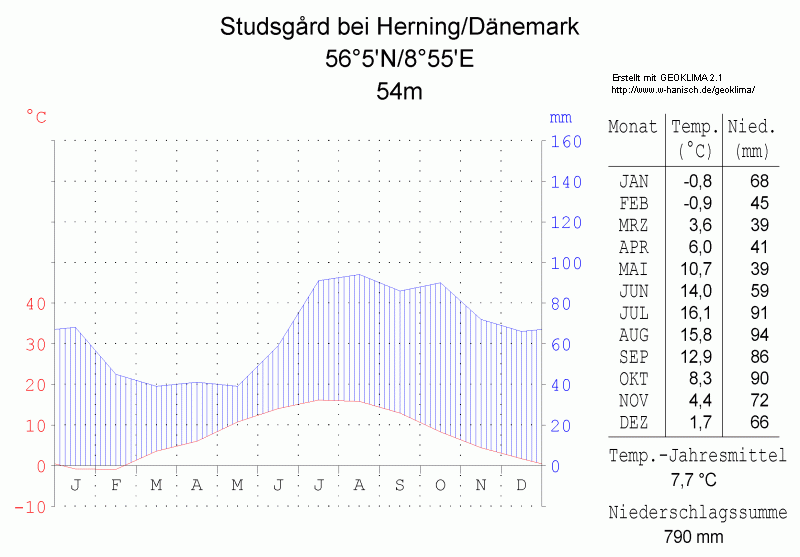
Klimadiagramm Studsgård bei Herning

Trotz der Lage Jütlands zwischen der Nord- und Ostsee ist die jährliche Niederschlagsmenge mit 700 bis 800 mm im Westen moderat. Auch die Temperaturen sind ausgeglichen. Im Winter macht sich der mildernde Einfluss des Golfstroms bzw. seines Ablegers, des Nordatlantikstroms, bemerkbar.

## Söhne und Töchter der Stadt
- Johannes Birk (1893–1961), Turner
- Jens Lambæk (1899–1985), Turner
- Palle Svensson (* 1944), Politikwissenschaftler und Hochschullehrer
- Frits Nielsen (* 1953), Eishockeyspieler und -trainer
- Allan Jacobsen (* 1955), Radrennfahrer
- Jan Linnebjerg (* 1960), Schauspieler
- Bjarne Riis (* 1964), Radrennfahrer
- Anne-Grethe Bjarup Riis (* 1965), Schauspielerin und Regisseurin
- Søren Pind (* 1969), Politiker und Mitglied des Folketings
- Michael Blaudzun (* 1973), Radrennfahrer
- Kenneth Jonassen (* 1974), Badmintonspieler
- Peter Lodahl (* 1974), Opernsänger
- René Jørgensen (* 1975), Radrennfahrer
- Nicki Sørensen (* 1975), Radrennfahrer
- Daniel Bruun (* 1979), Organist
- Thomas Bredahl (* 1980), Musiker
- Christoffer Kjærgaard (* 1980), Eishockeyspieler
- Jesper Brian Nøddesbo (* 1980), Handballspieler
- Ellen Trane Nørby (* 1980), Politikerin
- Lisbeth Østergaard (* 1980), Radio- und Fernsehmoderatorin
- Brian Vandborg (* 1981), Radrennfahrer
- Frans Nielsen (* 1984), Eishockeyspieler
- Linda Villumsen (* 1985), Radrennfahrerin
- Peter Regin (* 1986), Eishockeyspieler
- Mads Christensen (* 1987), Eishockeyspieler
- Matias Helt Jepsen (* 1988), Handballspieler
- Frederik Andersen (* 1989), Eishockeytorwart
- Fredrik Bjerrehuus (* 1990), Ringer
- Kim Astrup (* 1992), Badmintonspieler
- Patrick Bjorkstrand (* 1992), Eishockeyspieler
- Cecilie Woller (* 1992), Handballspielerin
- Fie Woller (* 1992), Handballspielerin
- Mathilde Neesgaard (* 1993), Handballspielerin
- Kevin Ray Mendoza (* 1994), philippinisch-dänischer Fußballspieler
- Oliver Bjorkstrand (* 1995), Eishockeyspieler
- Rasmus Nicolaisen (* 1997), Fußballspieler
- Simon Hansen (* 1998), Sprinter
- Emma Færge (* 2000), Fußballspielerin
- Valdemar Andreasen (* 2005), Fußballspieler

## Galerie

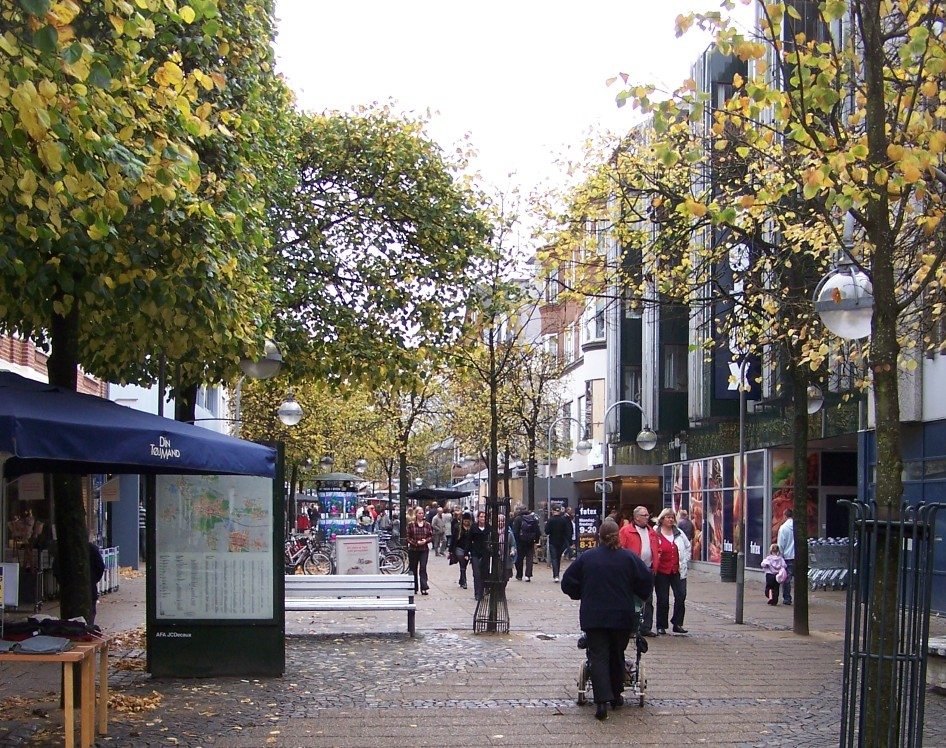
Fußgängerzone Bredgade
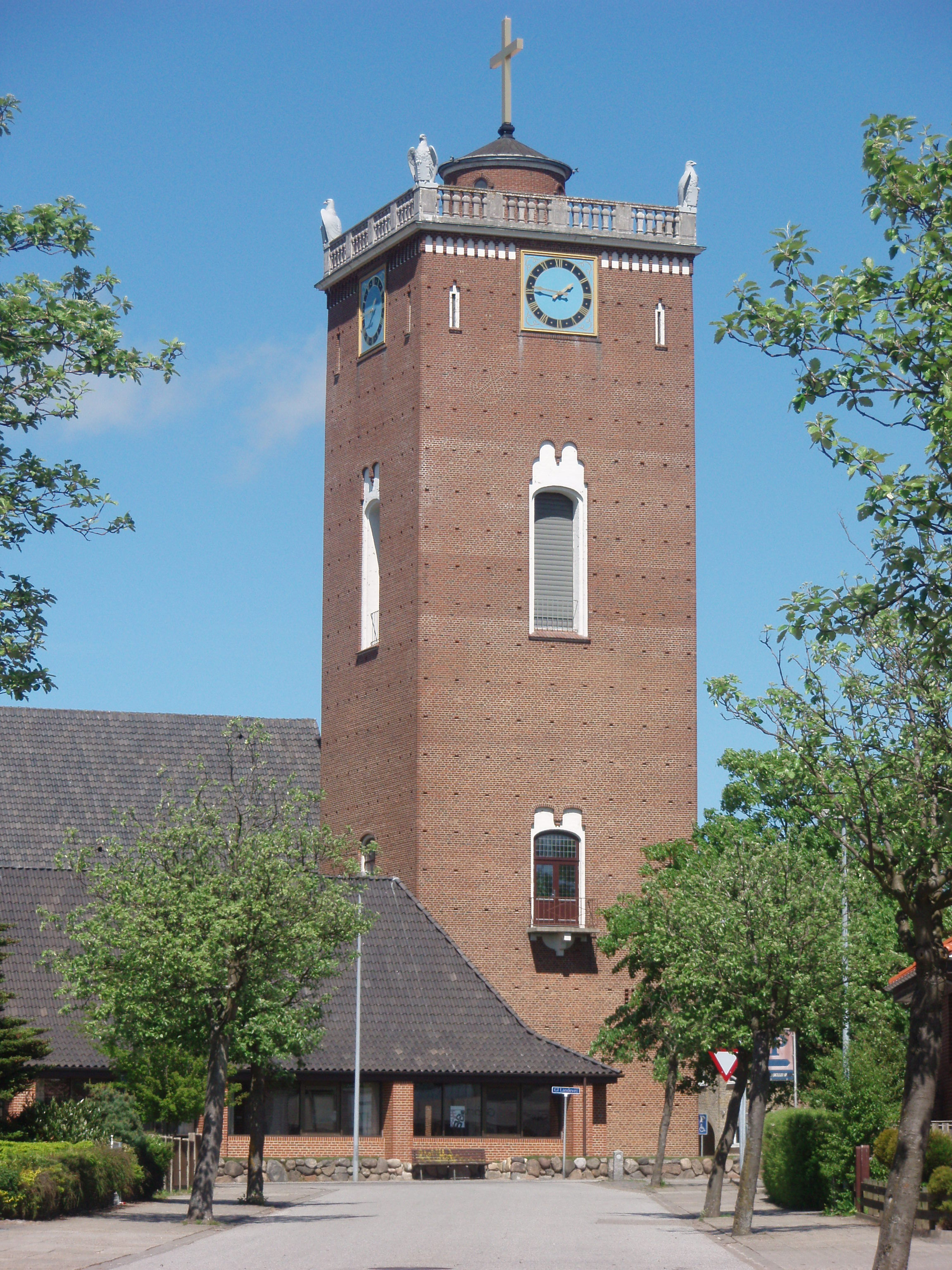
Der Turm der Johanniskirche (1955) dient gleichzeitig als Wasserturm.
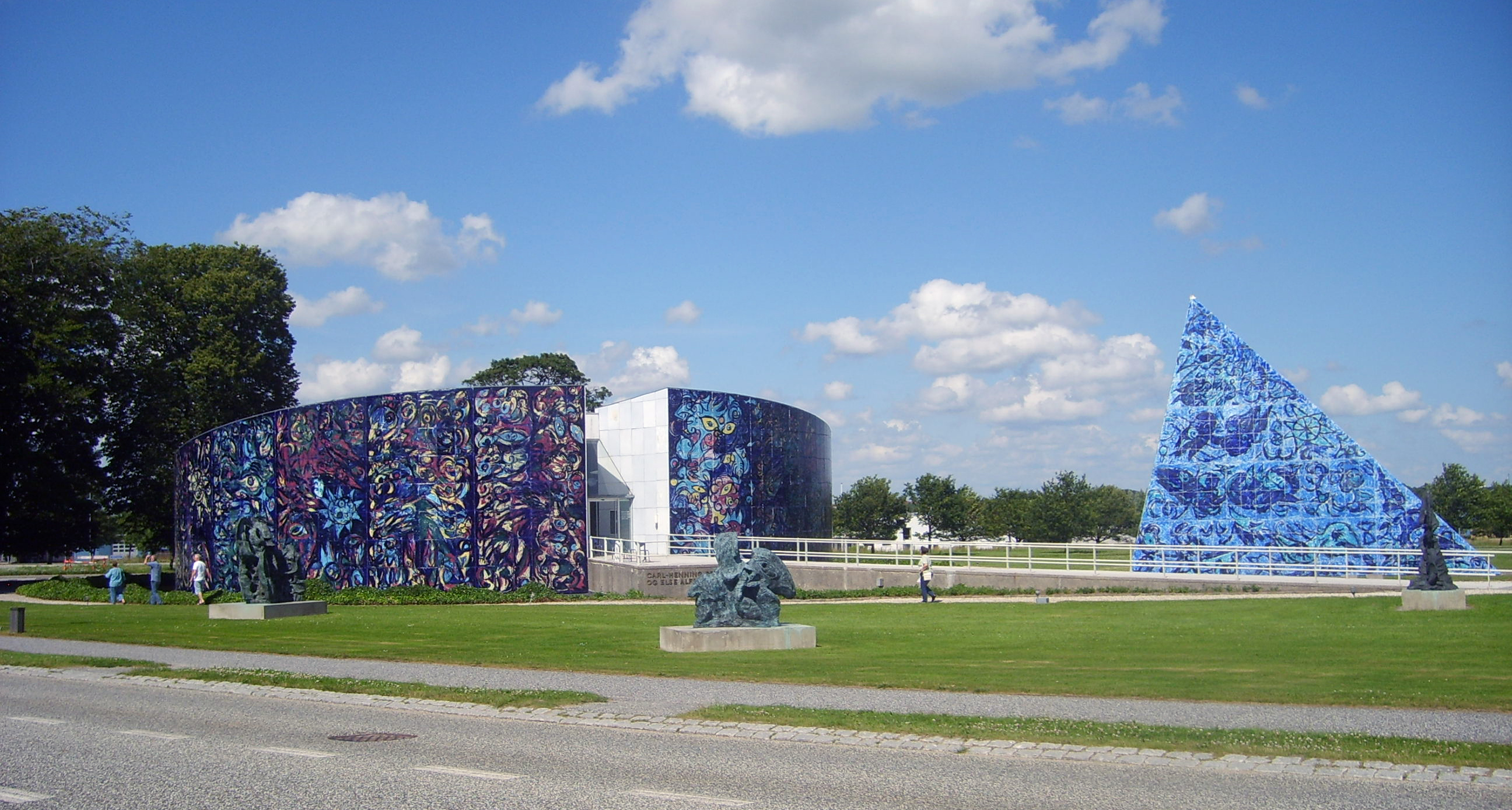
Carl Henning Pedersen & Else Alfelts Museum im Ortsteil Birk
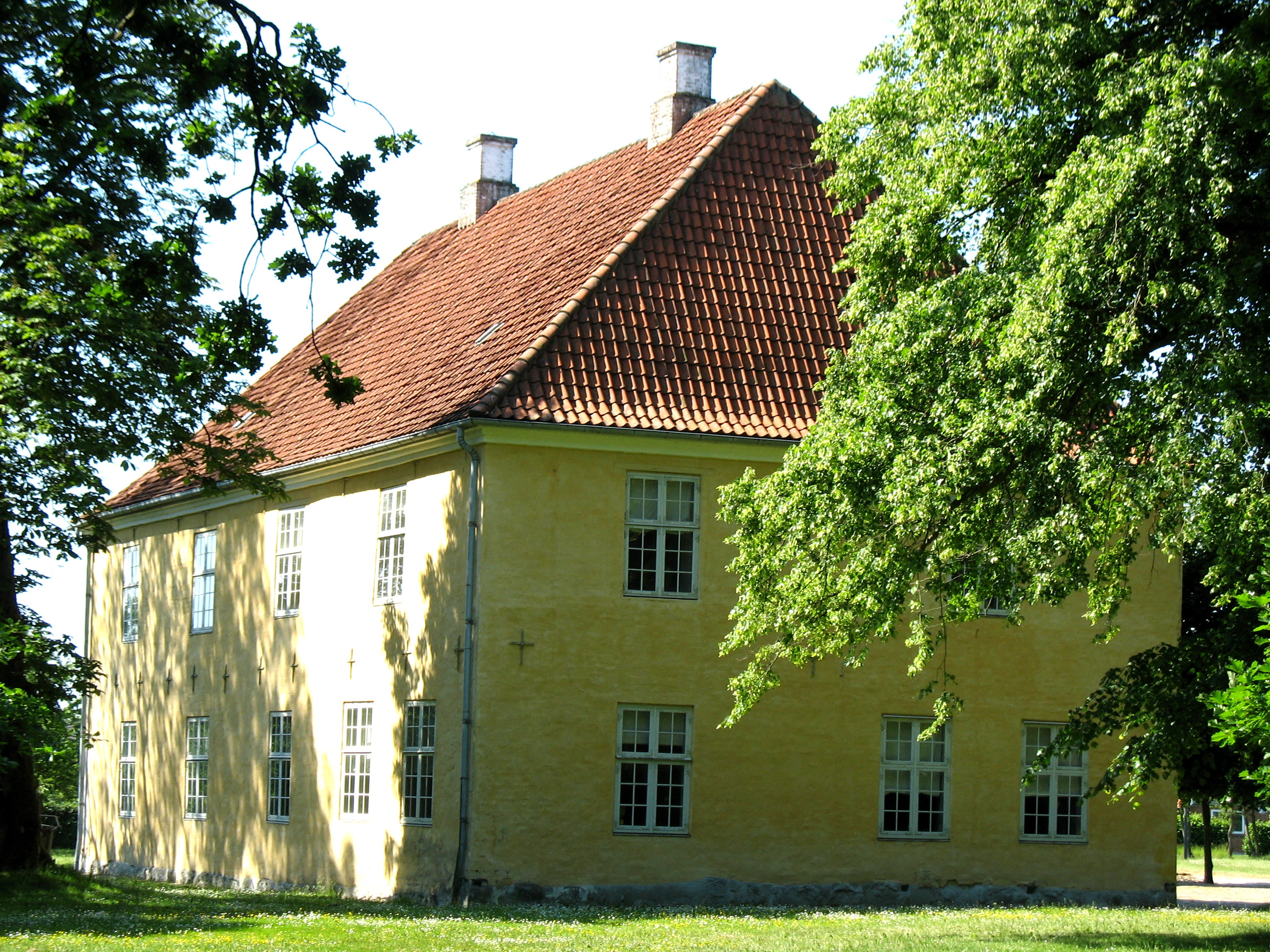
Das Blichermuseet im Herrenhaus Herningsholm ist Steen Steensen Blicher gewidmet.
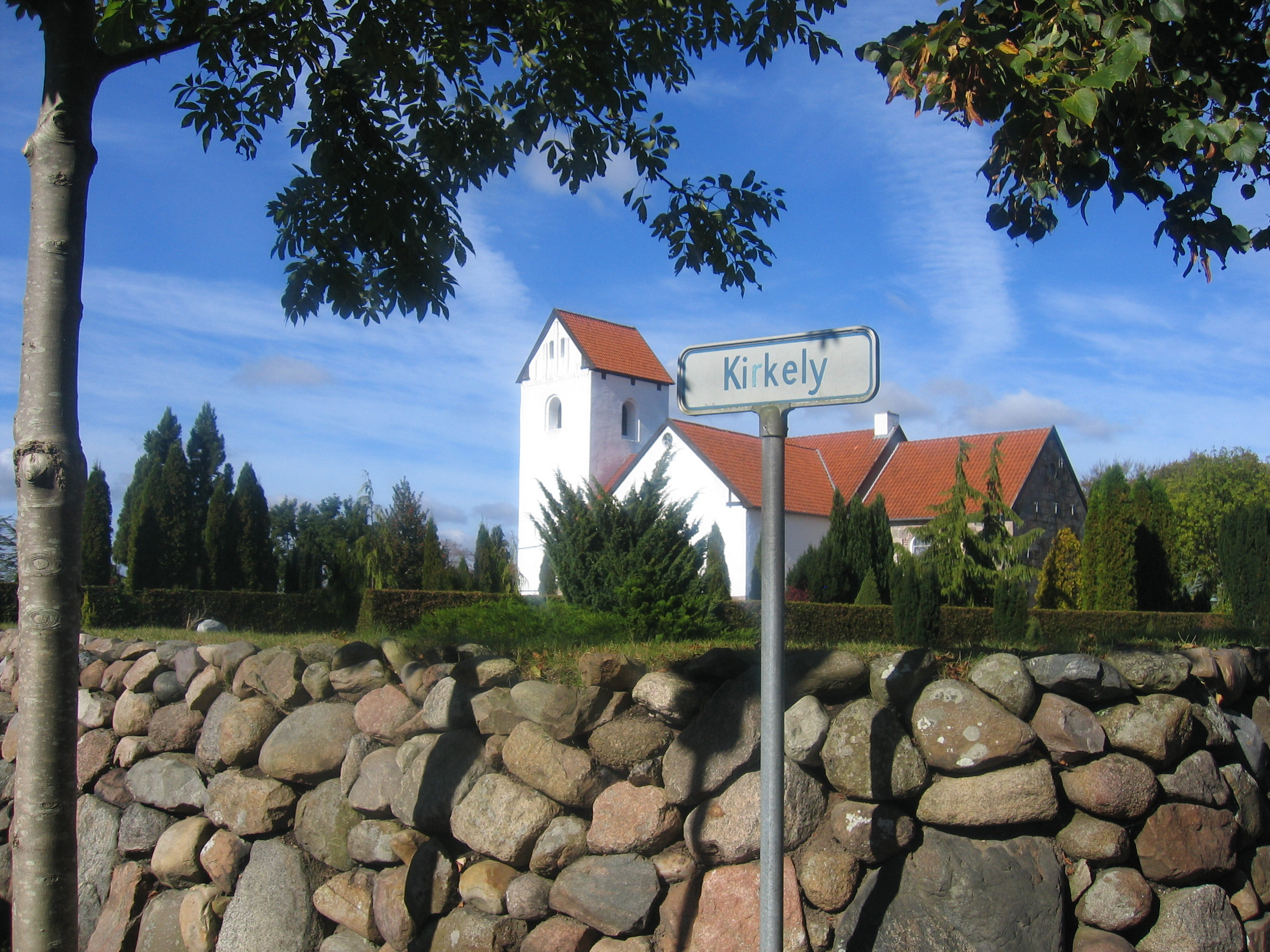
Gjellerup Kirke (1140) ist Skandinaviens ältestes datiertes Gebäude.